# 이기전
이기전(李基田, 1929년 12월 6일 ~ )은 대한민국의 기업인이자 前 태창(泰昌)그룹의 회장이다.

## 생애
전라북도 김제시 출신으로 본관은 전주, 보명은 기용(基鎔)이며, 덕흥대원군의 13대손이며, 종실 영국원종공신 풍래군(豊萊君) 이번(李瀿)의 10대손이고, 이영식(李永植)의 증손이며, 이도응(李道應)의 손자이다. 아버지는 이중춘(李重春)이며, 어머니는 박준경(朴俊京)의 딸로 밀양박씨(密陽朴氏)이다. 이중춘(李重春)의 3남으로 1929년 12월 6일 탄생하였다. 쌍방울에 재직하다가 1973년 2월 14일 오일쇼크 파동에서 태창의 경영이 흔들리자 뛰어들어 태창메리야스공업사와 금성메리야스공업사를 합병해 태창섬유(泰昌纖維) 주식회사로 법인설립하여 사훈을 ‘일치(一致)’를 내걸고 제2의 창업을 시작하였다. 태창섬유의 전신은 태창메리야스공업사 창업자인 故 이삼노(李三老) 전 회장이 1957년 5월 전북 익산시 인화동에 소규모 내의공장을 차리면서 비롯됐다.
1973년 11월 6일 서울무역사무소를 개설하고, 1976년 11월 6일 태창 대표이사로 취임하고, 1977년 9월 28일 서울영업소와 부산영업소를 개설하였다. 1973년부터 1992년 태창섬유 대표이사사장을 역임하고, 여러 계열사를 설립하여 1992년 태창그룹 회장이 되었다. 2남 이주영(李株泳)도 (주)태창 대표이사사장을 역임하였다. 2000년대 들어 태창그룹이 부도를 맞게 되자 회장직을 사임하고 후에 계열사 (주)태전방적 대표이사를 역임하였다. 현재 (주)태전방적은 이회장의 장남 이인석(李仁錫)이 대표이사사장이다.

## 학력
- 전북대학교 경영대학원 졸업

## 경력
- 1973년 쌍영섬유 전무이사
- 1973년 2월 태창섬유 인수 후 태창 설립
- 1976년 태창 대표이사사장
- 1983년 전북메리야쓰공업협동조합 이사
- 1984년 대한메리야쓰공업협동조합 이사
- ~ 1992년 태창섬유 대표이사회장
- 1992년 태창그룹 회장
- 태전방적 대표이사

## 상훈
- 1980년 대통령표창
- 1981년 대통령 감사장 수상
- 1982년 재무장관표창
- 1984년 도시새마을지도자 근면장 서훈
- 1984년 새마을훈장 공장지도자 근면장 서훈
- 1994년 한국섬유공업상 수상
- 1994년 김영삼 대통령 APEC회의 수행 기업인으로 선정

## 태창(泰昌)그룹
태창(泰昌)그룹은 실질적인 창업은 1957년 5월 전북 익산시 인화동에 소규모 내의공장을 차리면서 비롯됐다. 당시 창업주 故 이삼노(李三老) 전 회장이 편직기 5대를 갖춰 태창메리야스공업사라는 가내 수공업에 착수하면서 시작되었다. 그러나 70년대 들어 오일쇼크 등으로 수출길이 막히면서 기업의 존립기반이 흔들리기 시작했다. 이때 이회장이 쌍방울에 재직하다가 1973년 2월 14일 오일쇼크 파동에서 태창의 경영이 흔들리자 뛰어들어 위기극복을 위해 태창메리야스공업사와 금성메리야스공업사를 합병해 태창섬유(泰昌纖維) 주식회사로 법인설립하여 제2의 창업을 하면서 시작되었다. 1973년 11월 6일 서울무역사무소 개설하고, 1977년 9월 28일 서울영업소와 부산영업소를 개설하였다. 1981년 1월 28일 대통령 감사장 수상(근로청소년 지원)하였고, 1984년 5월 28일 서울사무소(왕십리 소재)를 설치하였으며, 이해 10월 19일 대통령새마을훈장 근면장 수상하였다. 1986년 11월 1일 아동복 사업부를 설치하고, 1987년 1월 1일 주식회사 태창으로 상호 변경하였다. 1987년 6월 28일 서울 사무소(대방동 소재)설치하고, 1987년 12월 15일 미국 캘빈클라인과 기술도입 계약과 1989년 4월 1일 캘빈클라인 사업부를 설치하였다. 1990년 1월 16일 기업공개로 주식상장(총 자본금 60억원)하였다.

### 태창(泰昌)그룹 계열사
- (주) 유전(有田), 1977년 11월 25일 설립.
- (주) 보전(普田), 1979년 6월 30일 설립.
- (주) 태창 관동, 1981년 11월 21일 설립.
- (주) 옥전 실업, 1983년 2월 28일 설립.
- (주) 임전(任田), 1983년 9월 19일 설립.
- (주) 태전(泰田), 1984년 8월 11일 설립.
- (주) 충전(忠田), 1987년 10월 2일 설립.
- (주) 신전(新田), 1987년 12월 15일 설립.
- (주) 익전(益田), 1987년 12월 15일 설립.

## 가족관계
- 아버지 : 이중춘(李重春), 일명은 이재중(李載重)
- 어머니 : 밀양박씨(密陽朴氏), 박준경(朴俊京)의 딸
  - 형 : 이기식(李基植)
  - 형 : 이기태(李基泰)
- 부인 : 경주이씨(慶州李氏), 이대동(李大同)의 딸
  - 1남 : 이인석(李仁錫, 1958년~ ), (주)태전방적 대표이사사장
    - 손녀 : 이지하(李知夏, 1987년~ )

  - 2남 : 이주영(李株泳, 1960년~ ), 前 (주)태창 대표이사사장
    - 손자 : 이승준(李昇俊, 1987년~ )

  - 딸 : 이정희(李貞姬, 1962년~ )